# Peter Ducke
Peter Ducke est un footballeur international est-allemand, né le 14 octobre 1941 à Benešov nad Ploučnicí (région des Sudètes). Il évoluait au poste d'attaquant.
Son frère aîné, Roland Ducke, est également international est-allemand, et joue avec lui dans le même club. Lorsque Peter remporte le titre de meilleur joueur est-allemand de l’année en 1971, il succède à son frère Roland.

## Biographie

### En club
Il joue dans un seul club professionnel durant toute sa carrière : le FC Carl Zeiss Iéna. 
Il dispute avec cette équipe un total de 363 matchs en première division, inscrivant 155 buts. Il réalise sa meilleure performance lors de la saison 1962-1963, où il inscrit 20 buts en championnat. Cette saison-là, il est l'auteur d'un triplé, et de deux doublés.
Il inscrit également 19 buts en 1961-1962. Lors de cette saison, il est l'auteur d'un triplé, et de trois doublés. Il marque également 15 buts en 1960, avec à nouveau un triplé et trois doublés. Il est également l'auteur de 14 buts en 1970-1971, avec un triplé et deux doublés, et 13 buts en 1963-1964, avec deux triplés et deux doublés.
Il remporte au cours de sa carrière trois Coupes de RDA, et trois championnats de RDA.
Il participe également aux compétitions continentales européennes, disputant sept matchs en Coupe d'Europe des clubs champions (quatre buts),  sept en Coupe des villes de foires (deux buts), 14 en Ligue Europa (trois buts), et enfin 13 en Coupe des coupes (à nouveau trois buts).
Il atteint les quarts de finale de la Coupe des clubs champions européens en 1971, avec notamment un doublé inscrit contre le club turc de Fenerbahçe lors du premier tour de la compétition. Il atteint également les quarts de finale de la Coupe des villes de foires en 1970. Il est aussi demi-finaliste de la Coupe des coupes en 1962, en étant éliminé par l'Athlético de Madrid.

### En équipe nationale
Il est international est-allemand à 68 reprises entre 1962 et 1975, pour 15 buts inscrits. Toutefois, certaines sources mentionnent seulement 67 sélections.
Il participe aux éliminatoires de la Coupe du monde 1962 puis du mondial 1966, inscrivant respectivement un et deux buts contre la Hongrie, sans toutefois réussir à qualifier la RDA pour une phase finale.
Lors des éliminatoires de la Coupe du monde 1970, il n’inscrit pas de but. 
Il participe également aux Jeux olympiques 1972. A cette occasion, il inscrit un but contre la Colombie (but à la 31e). Il est titulaire dans tous les matchs, et reçoit deux cartons jaunes (un contre la Hongrie et un autre contre l’URSS). Il termine en étant médaillé de bronze.
Il participe ensuite à la Coupe du monde 1974, organisée en RFA. Lors des éliminatoires, il inscrit un but contre la Finlande. Puis, lors de la phase finale, il dispute trois matchs sur les six en tant que remplaçant (Pays-Bas, Argentine et Chili). Il n’inscrit aucun but lors de la phase finale du mondial.
Il participe enfin à quatre matchs des éliminatoires du championnat d'Europe, inscrivant un but à chaque fois, sauf en 1968.

## Palmarès
- Coupe d'Allemagne de l'Est
  - Vainqueur en 1960, 1972 et 1974
  - Finaliste en 1965 et 1968
- Championnat de RDA
  - Champion en 1963, 1968 et 1970
  - Vice-champion en 1965, 1966, 1969, 1971, 1973, 1974 et 1975
- Jeux olympiques
  - Médaille de bronze en 1972
- Élu Footballeur est-allemand de l'année en 1971